# Fredericktown (Missouri)
Fredericktown – miasto w Stanach Zjednoczonych, w stanie Missouri, siedziba administracyjna hrabstwa Madison.